# Swiss Market Index
Swiss Market Index (SMI) er et blue-chip aktieindeks, der består af 20 af de største og mest likvide børsnoterede selskaber på SIX Swiss Exchange. 
SMI blev oprettet 30. juni 1988. Det er et vægtet aktieindeks og de tre højest vægtede selskaber i 2021 er Nestlé 17 %, Novartis 17 % og Roche 17 %.